# Carlos Humberto Malfa
Carlos Humberto Malfa (Mar del Plata, 13 de noviembre de 1948) es un eclesiástico, psicólogo y teólogo católico argentino. Fue obispo de Chascomús, entre el 2000 y 2024.

## Biografía
Carlos Humberto nació el 13 de noviembre de 1948, en la ciudad argentina de Mar del Plata.
Estudió en el Pontificio Seminario Lombardo de Roma. Obtuvo la licenciatura en Teología, por la Universidad Angelicum.
Tras realizar estudios en la Universidad Nacional de Mar del Plata, obtuvo el título de Psicólogo.

### Sacerdocio
Su ordenación sacerdotal fue el 28 de diciembre de 1978, en la Catedral Basílica de Mar del Plata, a manos del obispo Rómulo García; incardinándose en la diócesis de Mar del Plata.
Como sacerdote desempeñó los siguientes ministerios:
- Secretario del obispo Eduardo Pironio.[4]
- Promotor de Justicia.
- Defensor del Vínculo.
- Provicario general.

En 1991, con el traslado del obispo García a Bahía Blanca, fue elegido administrador diocesano.
- Vicario general (1991-1996).
- Director del Centro Diocesano de Estudio y Reflexión y de la Escuela Universitaria de Teología.
- Director del Consejo diocesano de Catequesis.
- Miembro del Colegio de Consultores.
- Miembro del Consejo Presbiteral.

### Episcopado
El 20 de mayo del 2000, el papa Juan Pablo II le nombró obispo de Chascomús.
Además de elegir su escudo, se puso como lema: "Alegría y Paz".
Fue consagrado el 21 de julio del mismo año, en la Catedral Basílica de Mar del Plata, a manos del arzobispo Santos Abril. Tomó posesión canónica, el 29 de julio siguiente, durante una ceremonia en la Catedral de Chascomús.
En la Conferencia Episcopal Argentina (CEA), fue presidente de la Comisión de Migraciones y Turismo. También fue secretario general y presidió el Consejo de Asuntos Jurídicos.
El 16 de diciembre de 2023, durante la ceremonia de beatificación del cardenal Eduardo Pironio, en la plaza General Belgrano, frente a la Basílica de Luján, al obispo Malfa —secretario de Pironio en Mar del Plata— le correspondió leer la carta apostólica en español. Al día siguiente, concelebró una misa de acción de gracias por la beatificación de Pironio, donde proclamó la homilía, destacando: "Pironio es todo de Dios".
En 2023, presentó su renuncia como lo establece el Código de Derecho Canónico. El 9 de enero de 2024, el papa Francisco aceptó su renuncia, como obispo de Chascomús, nombrado a su sucesor al mismo tiempo.

## Reconocimientos
En noviembre de 2023, presentada su renuncia; en el Concejo del Partido de Chascomús se presentó un proyecto para declarar a Malfa como Ciudadano Ilustre: en mérito a su trayectoria en la comunidad y su compromiso con la paz social y los más necesitados.